# استخبارات المشاة البحرية
استخبارات المشاة البحرية عنصر المخابرات الولايات المتحدة. يشرف مدير الاستخبارات على إدارة المخابرات في HQMC وهو مسؤول عن السياسة والخطط والبرمجة والميزانيات وإشراف الموظفين على المخابرات والأنشطة الداعمة داخل مشاة البحرية الأمريكية بالإضافة إلى الإشراف على نشاط استخبارات مشاة البحرية (MCIA). يدعم القسم قائد سلاح البحرية (CMC) في دوره كعضو في هيئة الأركان المشتركة (JCS)، ويمثل الخدمة في شؤون مجتمع المخابرات المشتركة، ويمارس الإشراف على استخبارات المشاة البحرية.
وزارة المسؤولية موظفي الخدمة ل المكانية الاستخبارات (GEOINT)، الاستخبارات المتقدمة الجغرافية المكانية (AGI)، إشارات الاستخبارات (SIGINT)، الاستخبارات البشرية (HUMINT)، مكافحة التجسس (CI)، ويضمن وجود إستراتيجية واحدة متزامنة للتنمية مؤسسة المخابرات البحرية والمراقبة والاستطلاع (ISR).
يوفر استخبارات المشاة البحرية، الموجود في صالة هوشماوث (انظر Bruno Hochmuth)، معلومات وخدمات مخصصة لفيلق مشاة البحرية، وخدمات أخرى، ومجتمع الاستخبارات استنادًا إلى ملامح البعثة الاستكشافية في المناطق الساحلية. وهو يدعم تطوير عقيدة الخدمة وهيكل القوة والتدريب والتعليم والاكتساب.

## روابط خارجية
- HQUSMC
- MCIA
- شعبة المخابرات
- USMC
- جمعية MCIA Inc